# Army Ballistic Missile Agency
Army Ballistic Missile Agency - ABMA (Armádní agentura pro balistické střely) byla agentura americké armády založená 1. února 1956 v Redstone Arsenal, Huntsville Alabama, jejímž úkolem byl vývoj první armádní balistické střely středního dosahu. Velitelem se stal generálmajor John B. Medaris a Doktor Wernher von Braun.

## Činnosti agentury
Prvním velkým projektem přiděleným ABMA byla raketa Redstone. ABMA v čele s von Braunem na jejím základě vyvíjely raketu schopnou vynést satelit do vesmíru, projekt nesl název Orbiter. Ministerstvo obrany však rozhodlo ve prospěch projektu Vanguard a ABMA dostala rozkaz přerušit práce na projektu. Von Braun však rozkaz neakceptoval a soustředil se na vývoj rakety Jupiter-C, která měla krycí název IRBM Jupiter-C (balistická raketa středního dosahu) a sloužila pro testy návratu do atmosféry. Hned při prvním letu, kdy nesla přibližně 14 kilovou maketu satelitu a dosáhla výšky 1100 km. Spekuluje se, že již tehdy by bylo možné umístit satelit na orbitu, ale chybělo vládní povolení. To se změnilo o rok později, když sověti vypustili svůj Sputnik 1. ABMA dostala povolení a 31. ledna 1958 vypustili raketu Juno I se satelitem Explorer 1.
Dalším projektem bylo nahrazení rakety Redstone novým typem na tuhé pohonné látky. Původní název zněl Redstone-S, ale později byl přejmenován na Pershing. Výrobou MGM-31 Pershing byla následně pověřena společnost Glenn L. Martin Company. Vývoj začal již roku 1956, tedy před uvedením původních raketa Redstone do služby.

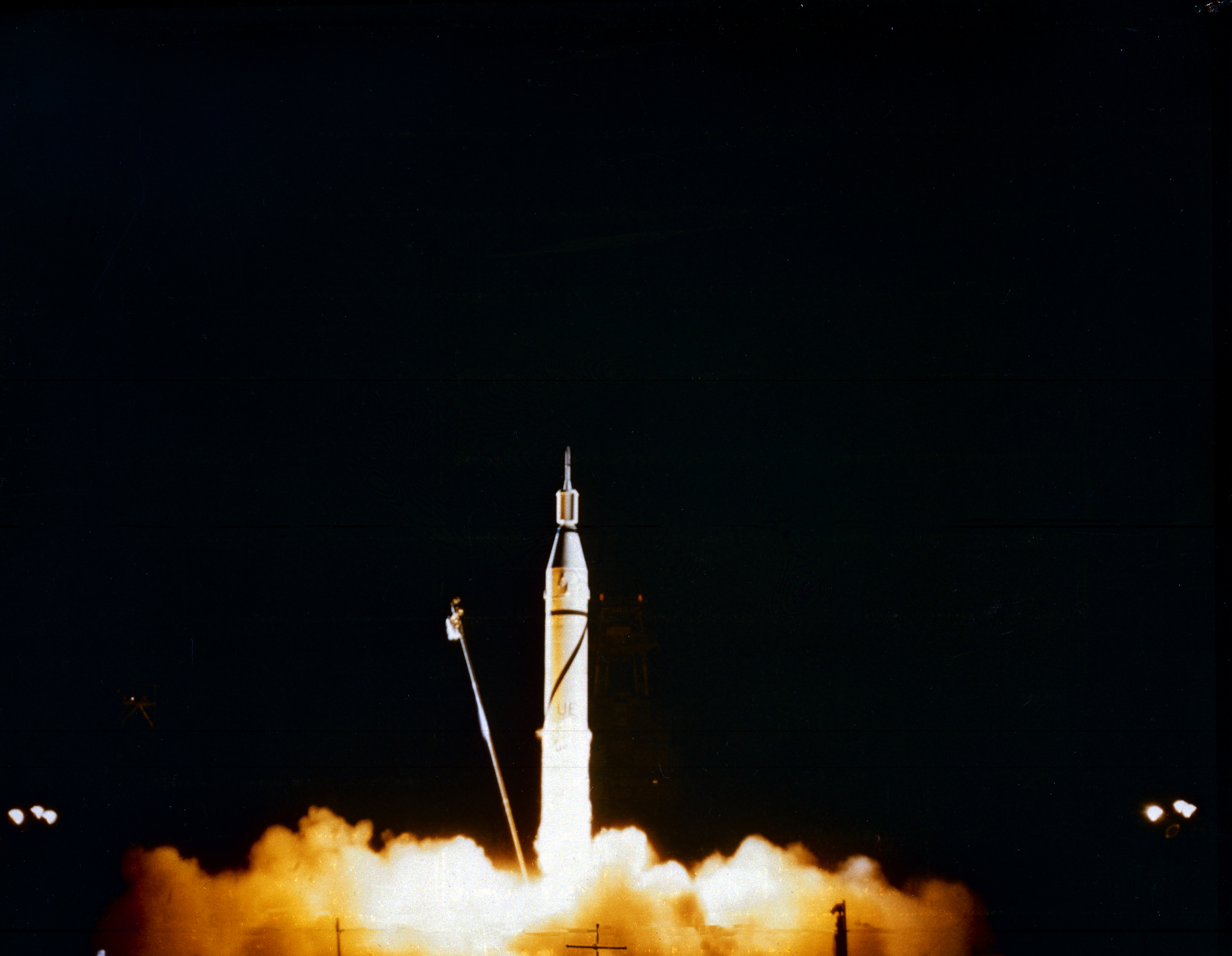
Start rakety Juno I se satelitem Explorer 1

## Přechod pod NASA
V roce 1958 byl veškerý vědecký a inženýrský personál, včetně von Brauna, převeden pod nově vzniknuvší NASA a z budov a zařízení v jižní části Redstone Arsenal se stalo Marshall Space Flight Center. Zbytek ABMA přešel spolu s Redstone Arsenal, Jet Propulsion Laboratory, White Sands Proving Ground a Army Rocket and Guided Missile Agency pod správu Ordnance Missile Command (AOMC). Další restrukturalizací v roce 1961 přešly veškeré vesmírné aktivity AOMC pod kontrolu NASA, to znamenalo většinu personálu, objektů i vybavení. Poslední zbytky ABMA byly rozpuštěny roku 1962 nebo přešly pod nově zřízené Armádní velení raketových sil, zkráceně MICOM.